# سنت فرنسیس (مینه‌سوتا)
سنت فرنسیس، مینه‌سوتا (به انگلیسی: St. Francis, Minnesota) یک شهر در ایالات متحده آمریکا است که در شهرستان آنوکا، مینه‌سوتا واقع شده‌است.

## خصوصیات
سنت فرنسیس ۶۲٫۰۸ کیلومترمربع مساحت و ۷٬۲۱۸ نفر جمعیت دارد و ۲۸۰ متر بالاتر از سطح دریا واقع شده‌است.